# 竹東曉江亭
竹東曉江亭，位於臺灣新竹縣竹東鎮中山里、縣道122號東寧橋旁，為1926年落成的輕便鐵道候車亭，列縣定古蹟。

## 建築樣貌
竹東曉江亭位於竹東鎮中山里東寧路二段55號、縣道122號東寧橋旁。雖此亭縮於街道旁，外貌依然顯得十分凸出。造型為三圓拱的涼亭式建築，廊柱採多力克式柱頭、有拱心石裝飾，山牆立面仿巴洛克式並有繁複西洋裝飾泥塑。
亭身東迎晨曦、地處流水邊，故名為「曉江」。但字跡已經斑落。一旁是竹東中興河道的洗衫坑與東寧茶亭伯公廟。
因曉江亭見證竹東地區經濟發展、加上建築造型精美、地方名人捐造與徵詩活動等多重意義，而被認為有文資價值。像是當地人鄧毅中在中華大學都市計畫與建築系畢業時，就以曉江亭作為畢業論文主題。2001年舉行中華民國各縣市歷史建築十景時，新竹縣府文化局額外舉辦「找尋古蹟遺珠～新竹縣歷史建築徵選活動」，在10月14日公布陳芸筠拍攝的曉江亭與儒醫吳天祐紀念碑得到佳作。

## 興建原因
曉江亭所在的上公館，早年是內山與樹杞林街間的中繼站，在清治時期就有今為縣道122號的隘路。曉江亭該地則是彭姓家族所有，當地該姓可追溯至在乾隆時進駐竹東拓墾的陸豐人彭乾和與彭乾順兩兄弟。
至日治時期，1907年，新竹拓殖軌道株式會社以新竹街為中心，鋪設設至竹東、北埔等附近地區的輕便車軌道。曉江亭座落的地點成為竹東樹杞林站以外，竹東次重要的招呼站。據家族經營輕便車軌道的曾陳快妹表示，搭乘者多是家庭經濟較好者。
1917年，松岡富雄於曉江亭附近的文林路179巷與202巷之間新建樹杞林製糖所後，該地人口增加。該年代，竹東郡守、新竹城鄭用錫後人鄭神寶、新竹客運董事長許振乾、地方政治人物陳其祥等新竹市仕紳，歡搭乘輕便車經竹東到五峰井上溫泉療養所泡溫泉。在竹東開設長春醫院的宋燕翔也搭輕便車出診；經商的彭姓家族則會用輕便車運送建材。為改善必經之地的交通，1920年上任橫山長的甘承宗，決定在次年籌建石材為主的東寧橋來取代竹木的軟埤橋，並在旁興建作為候車亭與茶亭的曉江亭。
竣工前還向外徵集「東寧橋落成詩」，各選十五則佳作，以刻在亭內石板上。雖當年出資是地方民眾共同捐輸，但曉江亭的用地未辦理過戶，依然屬於彭姓家族。本計畫東寧橋與曉江亭在1925年冬落成，因工事遲滯，至1926年5月3日才一同與土地祠竣工。

## 納入文保

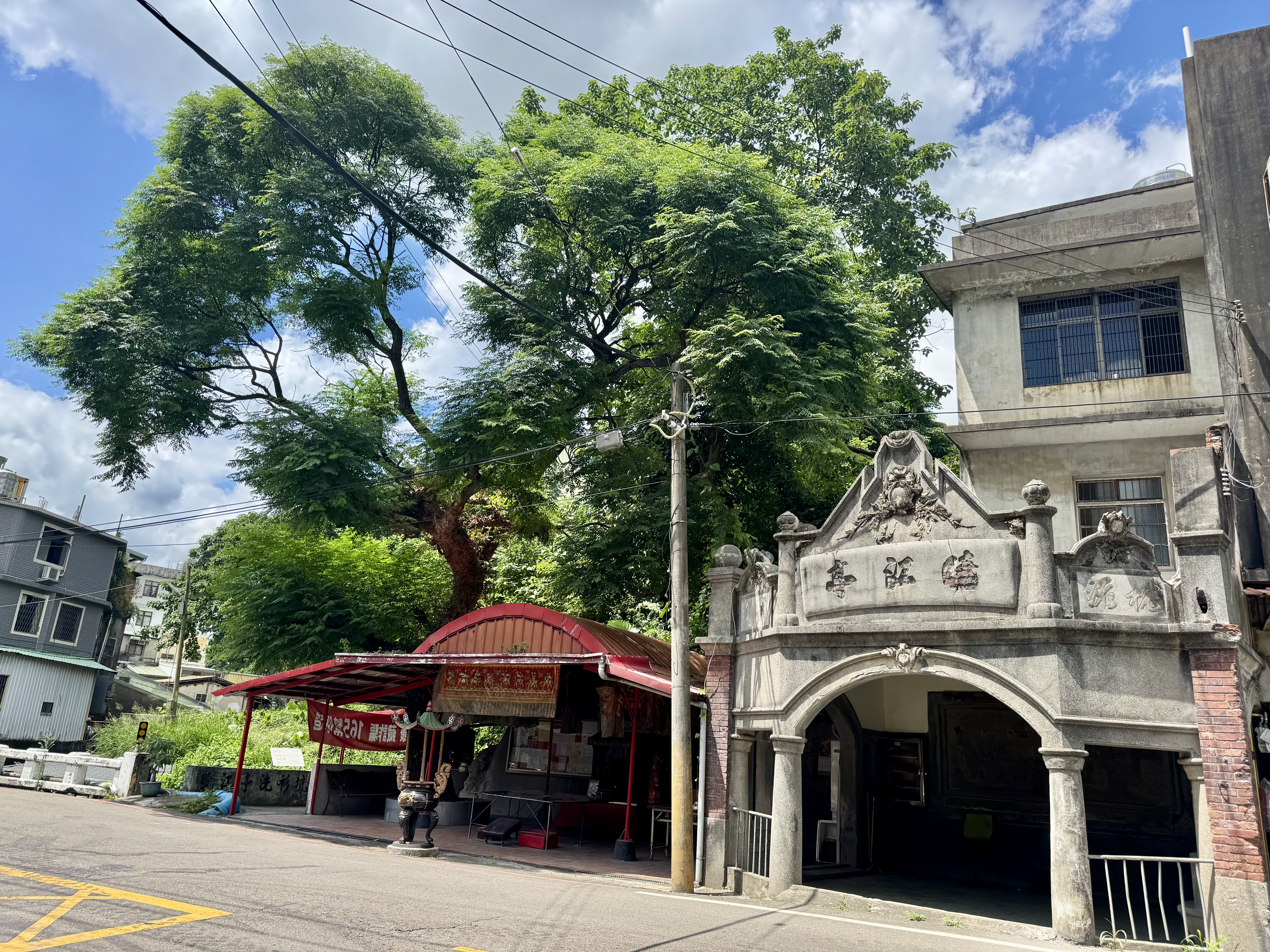
東寧茶亭伯公廟與竹東曉江亭

長居竹東的黃榮洛回憶，戰後時期初因汽車等交通，輕便鐵道遭到淘汰。隨著時代變遷，鄰近鄉鎮民眾大量遷入竹東中正里、上館里，人口快速成長。公路局本計劃把曉江亭拆除以拓寬東寧路，最後卻因北興路、東西向快速公路開闢完成，免於拆除。2005年初，曉江亭內部牆壁被破壞，記載碑石被竊。
曉江亭是新竹地區唯一遺留的輕便鐵道候車亭。在一位彰化縣人向彭姓家族買下曉江亭與一旁伯公廟的土地後，曉江亭又面臨拆除，經鎮長盧東文出面才暫時打消。2010年，文化局於試圖與地主協調，以當時地主持分未明告終。2016年初，因地主又要出售，引起縣議員周江杰、中山里里長陳日翔、五豐里里長邱文郎關切。2017年3月31日，新竹縣古蹟歷史建築審議委員會現勘後，決議列為古蹟。該年5月公告為縣定古蹟後，獲文化部核定補助新台幣97萬6000元修復及再利用規劃。
2023年，配合「浪漫台三線藝術季」，竹東國中在曉江亭擺設藝術展覽。